# هن پرن
هن پرن (استونیایی: Henn Pärn؛ زادهٔ ۱۹۴۱) سیاستمدار و نماینده سابق مجلس اهل استونی است.